# Rosa arkansana
Rosa arkansana är en rosväxtart som beskrevs av Franz von Portenschlag-Ledermayer och Coult.. Rosa arkansana ingår i släktet rosor, och familjen rosväxter. Utöver nominatformen finns också underarten R. a. suffulta.

## Bildgalleri

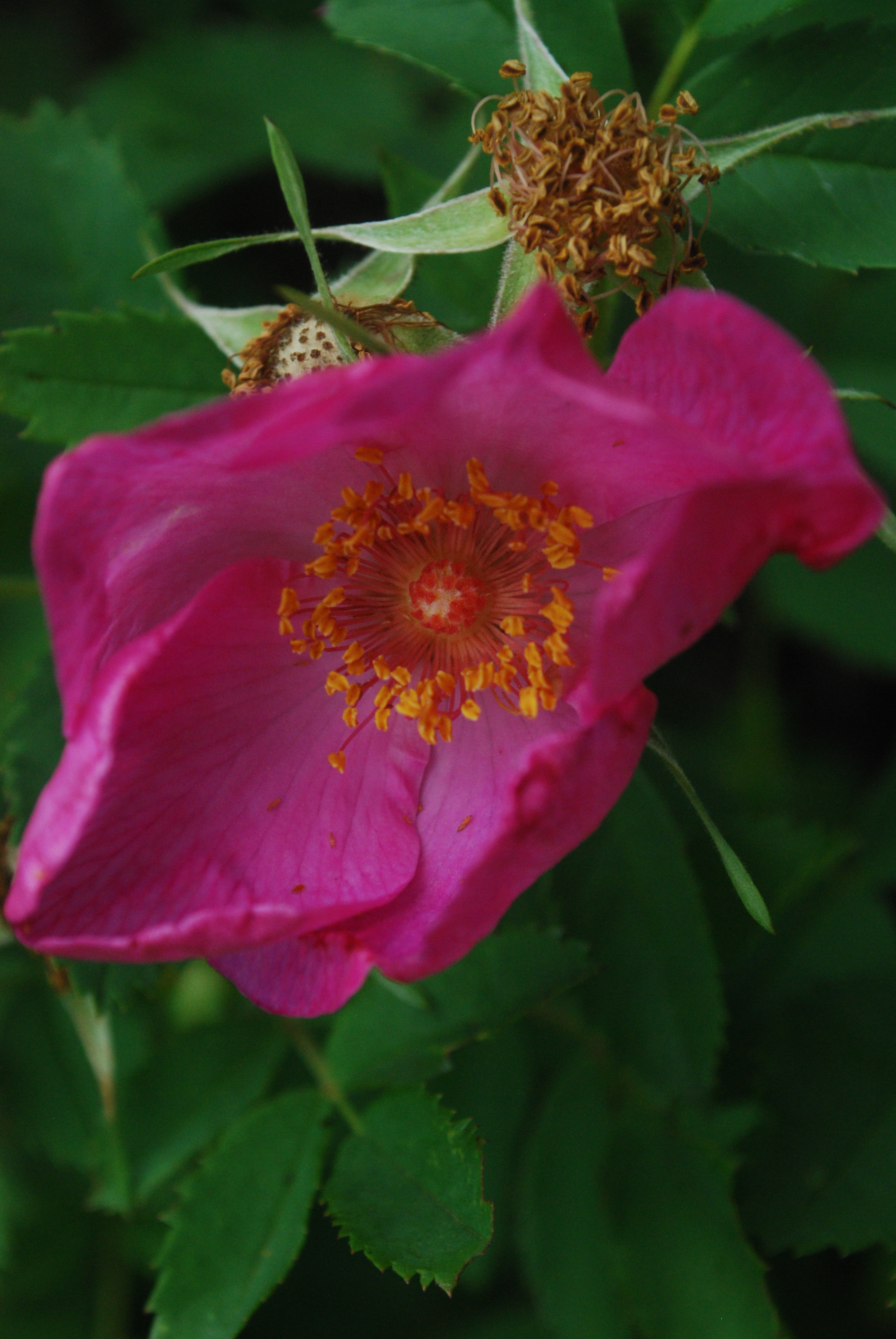
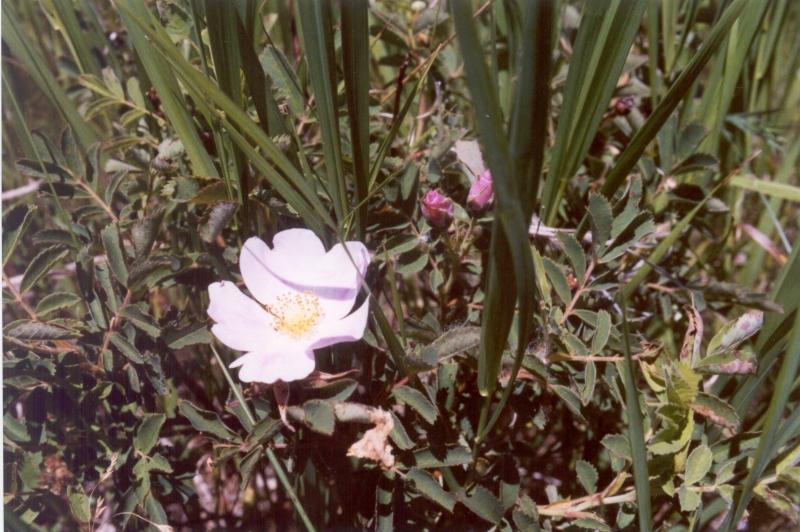
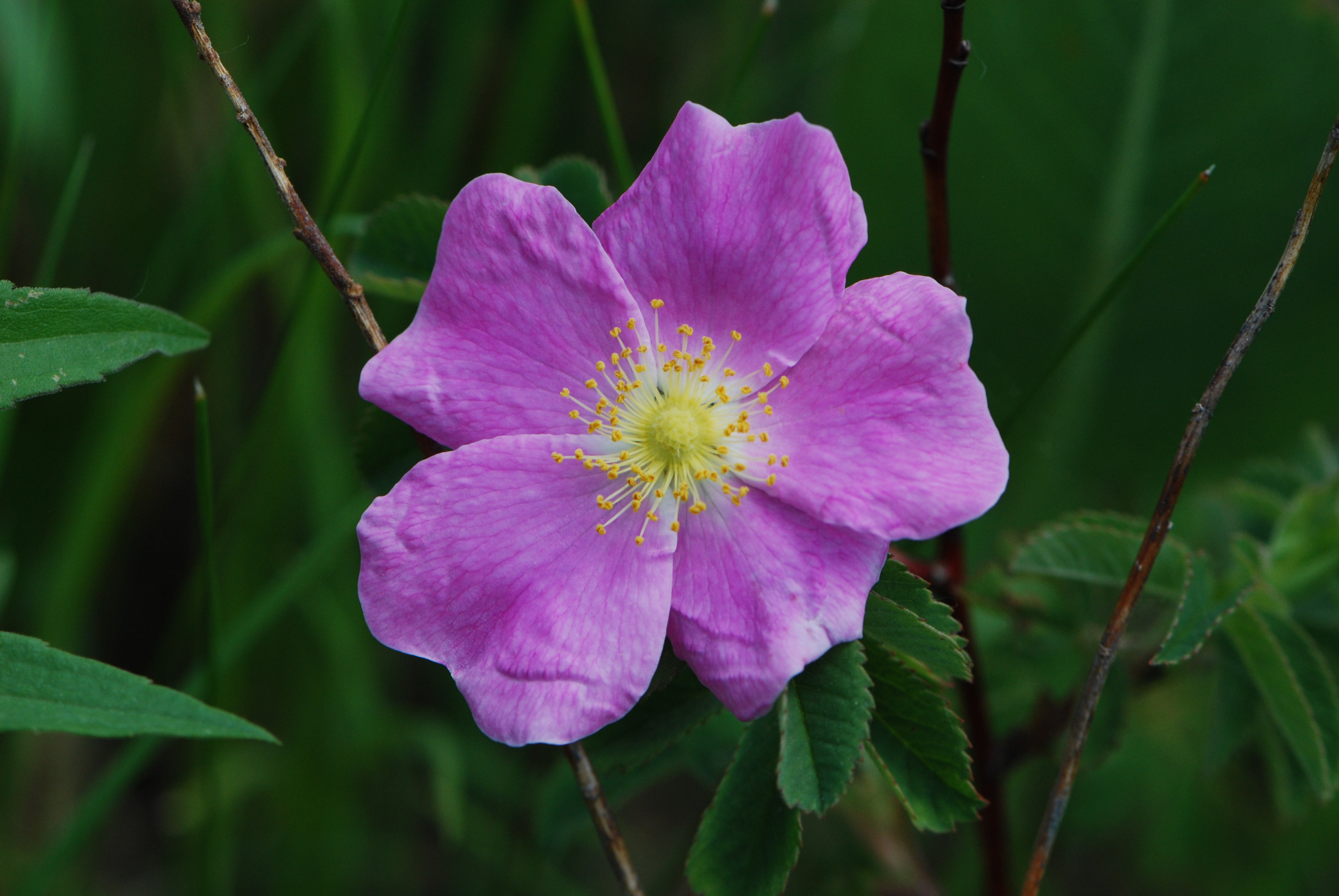
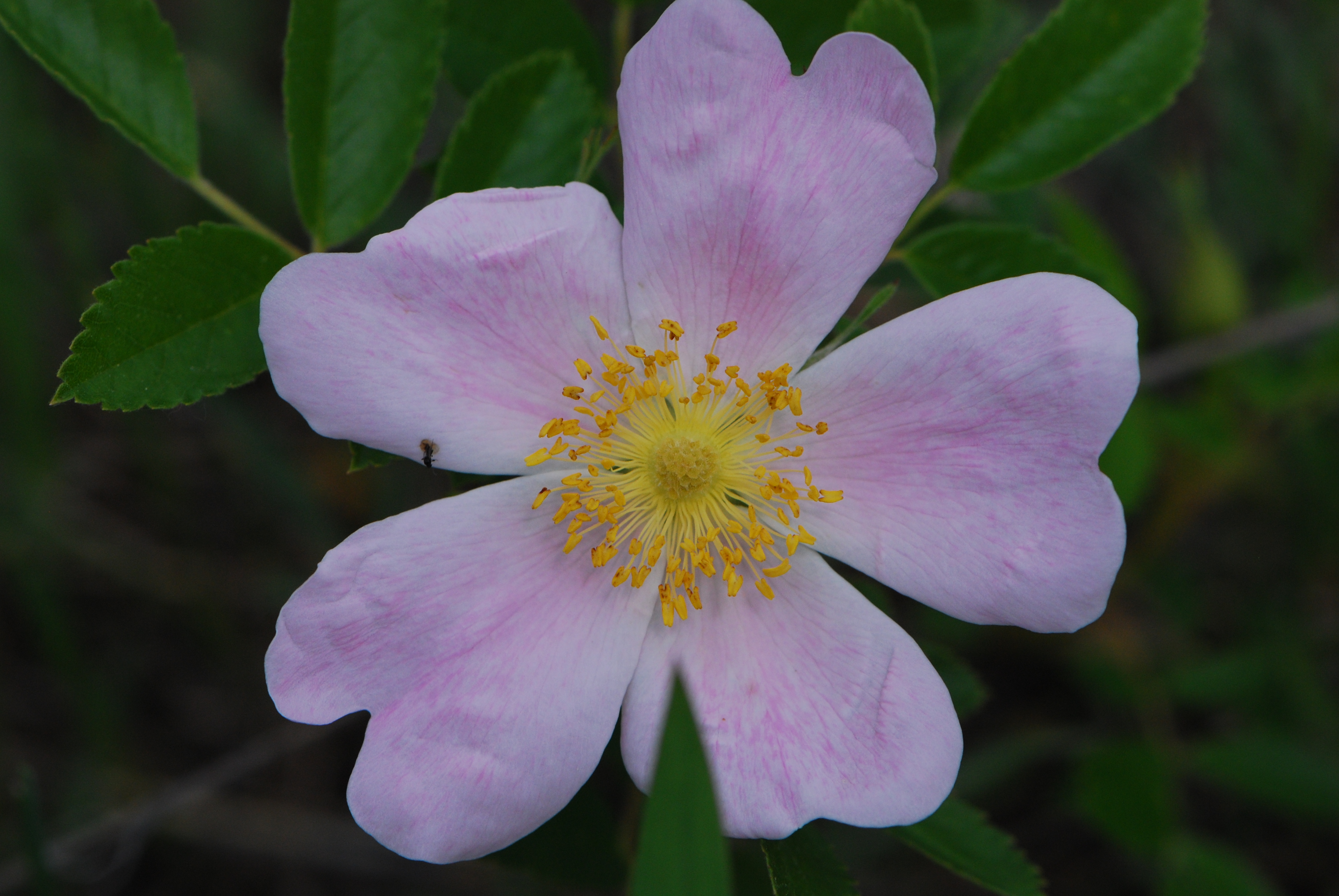